# Liste des espèces de pommiers
Cet article présente une liste des espèces de pommier. Elle recense toutes les espèces naturelles et hybrides selon leurs sources. Ces espèces sont classées par sources, puis par ordre alphabétique accompagnés des noms des auteurs à l’origine des sources.

## Liste d'espèces
Selon The Plant List (13 mai 2017) :
- Malus angustifolia (Aiton) Michx.
- Malus arnoldiana (Rehder) Rehder
- Malus asiatica Nakai
- Malus baccata (L.) Borkh.
- Malus bracteata Rehder
- Malus chitralensis Vassilcz.
- Malus coronaria (L.) Mill.
- Malus daochengensis C.L.Li
- Malus dasyphylla Borkh.
- Malus dawsoniana Rehder
- Malus domestica Borkh.
- Malus doumeri (Bois) A.Chev.
- Malus florentina (Zuccagni) C.K.Schneid.
- Malus floribunda Siebold ex Van Houtte
- Malus fusca (Raf.) C.K.Schneid.
- Malus glabrata Rehder
- Malus glaucescens Rehder
- Malus halliana Koehne
- Malus honanensis Rehder
- Malus hupehensis (Pamp.) Rehder
- Malus ioensis (Alph.Wood) Britton
- Malus jinxianensis J.Q.Deng & J.Y.Hong
- Malus kansuensis (Batalin) C.K.Schneid.
- Malus kirghisorum Al.Fed. & Fed.
- Malus komarovii (Sarg.) Rehder
- Malus lancifolia Rehder
- Malus leiocalyca S.Z.Huang
- Malus mandshurica (Maxim.) Kom. ex Juz.
- Malus manshurica (Maxim.) Kom. ex Skvortsov
- Malus melliana (Hand.-Mazz.) Rehder
- Malus micromalus Makino
- Malus montana Uglitzk.
- Malus muliensis T.C.Ku
- Malus niedzwetzkyana Dieck ex Koehne
- Malus ombrophila Hand.-Mazz.
- Malus orientalis Uglitzk. ex Juz.
- Malus pallasiana Juz.
- Malus platycarpa Rehder
- Malus praecox (Pall.) Borkh.
- Malus prattii (Hemsl.) C.K.Schneid.
- Malus prunifolia (Willd.) Borkh.
- Malus pumila Mill.
- Malus ×purpurea (E.Barbier) Rehder
- Malus robusta (CarriŠre) Rehder
- Malus rockii Rehder
- Malus sachalinensis Kom. ex Juz.
- Malus sargentii Rehder
- Malus sieboldii (Regel) Rehder
- Malus sieversii (Ledeb.) M.Roem.
- Malus sikkimensis (Wenz.) Koehne ex C.K.Schneid.
- Malus soulardii (L.H.Bailey) Britton
- Malus spectabilis (Sol.) Borkh.
- Malus spontanea (Makino) Makino
- Malus sylvestris (L.) Mill.
- Malus toringo (Siebold) Siebold ex de Vriese
- Malus toringoides (Rehder) Hughes
- Malus transitoria (Batalin) C.K.Schneid.
- Malus trilobata (Labill. ex Poir.) C.K.Schneid.
- Malus tschonoskii (Maxim.) C.K.Schneid.
- Malus turkmenorum Juz. & Popov
- Malus yunnanensis (Franch.) C.K.Schneid.
- Malus zumi (Matsum.) Rehder